# Proizvodnja energije od otpada
Upotreba otpada u proizvodnji energije ili energija od otpada postupak je dobivanja električne energije ili topline spaljivanjem otpada. Energija od otpada je obnovljiv oblik energije. Većina postupaka dobivanja struje energijom od otpada sastoji se od izravnog spaljivanja ili od dobivanja zapaljivog gorivog proizvoda poput metana, metanola, etanola ili sintetičkih goriva.

## Spaljivanje
Spaljivanje organskog materijala kao što je otpad s mogućnošću obnavljanja energije najčešći je i najrašireniji oblik dobivanja energije od otpada. Sva nova postrojenja za energiju od otpada u Organizaciji za ekonomsku suradnju i razvoj moraju zadovoljiti određene emisijske standarde, uključujući one za dušikove okside (NOx), sumporov dioksid (SO2), teške metale i dioksine. Stoga, moderni tipovi spalionica za energiju od otpada neusporedivo se razlikuju od starih tipova spalionica, od kojih neke niti su koristile obnovu energije niti obnovu materijala. Moderne spalionice smanjuju volumen originalnog otpada za 95-96 %, ovisno o sastavu i stupnju, mjeri obnavljanja materijala kao što je upotreba pepela u recikliranju.
Zabrinutost u vezi s radom spalionica odnosi se na emisije finih čestica, teških metala, dioksina (u tragovima) i emisija kiselih plinova, makar su te emisije relativno niske kod modernih spalionica. Također postoji zabrinutost koja uključuju zbrinjavanje otrovnog pepela koji odlazi u zrak i spaljenog pepela koji ostaje na dnu kao šljaka nakon spaljivanja. Rasprave o etici otpadnih resursa uključuju mišljenje da spalionice uništavaju vrijedne resurse, kao i strah da one mogu smanjiti poticaje i aktivnosti u recikliranju otpada. Spalionice imaju električne učinkovitosti reda veličine 14-28 %. Ostatak energije može biti iskorišten za npr. područno grijanje iz toplane, ili ostati neiskorišten u obliku otpadne topline.
Metoda korištenja spalionica za pretvorbu komunalnog otpada u energiju je relativno stara metoda proizvodnje energije od otpada. Spaljivanjem se općenito podrazumijeva izgaranje goriva dobivenog od otpada, koji služi za proizvodnju pregrijane pare koja napaja generatore na paru koji onda proizvode električnu energiju za kućanstva i poslovne objekte. Jedan problem povezan s pretvorbom spaljenog komunalnog otpada u električnu energiju je veliki potencijal da zagađeni dimni plinovi pušteni iz kotla uđu u atmosferu. Navedeni zagađeni dimni plinovi mogu biti kiselog djelovanja i 1980-ih uzrokovali su ekološku katastrofu pretvarajući običnu kišu u kiselu kišu. Od toga događaja, industrija je riješila taj problem upotrebom vapnenih četki i elektrostatskih taložnika u dimnjacima. Mineral vapnenca korišten u ovim četkama ima pH vrijednost reda veličine 8 što znači da je lužnat. Prolaskom dima kroz vapnene četke, sve kiseline koje mogu biti sadržane u dimu će biti neutralizirane (kiselina + lužina = sol + voda). Na taj način vapnene četke sprječavaju emisiju kiselina u atmosferu, a time i mogućnost ekološke katastrofe (kisele kiše). Prema pisanju časopisa New York Times-a, moderne spalionice su toliko čiste, imaju tako male emisije štetnih plinova u atmosferu da daleko veću opasnost od emitiranja dioksina u atmosferu predstavljaju ispusti iz kamina u domaćinstvu ili s dvorišnih roštilja nego iz spalionice."

## Ostali načini dobivanja otpadne energije
Postoji niz drugih novih tehnologija koje omogućavaju proizvodnju energije od otpada i drugih goriva bez izravnog spaljivanja. Mnoge od ovih tehnologija imaju veliki potencijal za proizvodnju većeg udjela električne energije od iste količine sirovine nego što bi se proizvelo izravnim spaljivanjem. To je uglavnom zbog odvajanja korozivnih komponenti (pepela) od pretvorenog goriva, čime se omogućava viša temperatura sagorijevanja u npr. kotlovima, plinskim turbinama, motorima s unutarnjim izgaranjem, gorivim ćelijama. Neke su u mogućnosti učinkovito pretvoriti energiju u tekuća ili plinovita goriva:
Termičke tehnologije: 
- Uplinjavanje (omogućava proizvodnju gorućeg plina, vodika, sintetičkih goriva)
- Termička depolimerizacija (proizvodnja sintetičkih grubih goriva, koja nadalje mogu biti poboljšana)
- Piroliza (proizvodnja gorućeg katrana/bioulja i ugljena)
- Plazma-lučno uplinjavanje ili proces plazma uplinjavanja (PGP) (proizvodi bogati sintetski plin uključujući vodik i ugljični monoksid upotrebljiv kod gorivih ćelija ili za generiranje električne energije za pogon plazma luka, iskoristivih keramičkih silikata i metalnih ingota, sol i sumpor)

Netermičke metode: 
- Anaerobna razgradnja (Bioplin bogat metanom)
- Fermentacija proizvodnja vrenja (primjeri su etanol, mliječna kiselina, vodik)
- Mehanički biološki tretman (MBT)
  - MBT + anaerobna razgradnja
  - MBT za gorivo od predobrađenog otpada

## Opći razvoj otpadne energije
Tijekom razdoblja 2001. – 2007. godine, godišnji kapacitet otpadne energije povećan je za otprilike četiri milijuna metričkih tona.
Japan i Kina izgradili su nekoliko postrojenja čiji je princip rada baziran na izravnom taljenju ili na izgaranju u fluidiziranom sloju krutog otpada. U Kini postoji oko 50 takvih postrojenja. Japan je najveći korisnik termičke obrade komunalnog otpada u svijetu s udjelom od 40 milijuna tona.
Neka od najnovijih postrojenja koriste ložačku tehnologiju, dok neka koriste naprednu tehnologiju obogaćivanja kisikom. Tu je i preko sto toplinskih postrojenja za pročišćavanje koje koriste relativno nove procese kao što je izravno taljenje, proces Ebara fluidizacije i termo-JFE proces uplinjavanja i taljenja. U Pantrasu, Grčkoj, grčka kompanija upravo je završila testiranje sustava koji pokazuje potencijal, stvarajući 25 kW električne energije i 25 kW topline iz otpadne vode. Indija je prvi bio-znanstveni centar razvila s ciljem kako bi smanjila udjel stakleničkih plinova u zemlji i vlastitu ovisnost o fosilnim gorivima.
Biofuel Energy Corporation of Denver, CO, je otvorila dva nova postrojenja biogoriva u Wood Riveru, NE, i Fairmont, MN, u srpnju 2008. godine. Ova postrojenja koriste destilaciju za dobivanje etanola koji se koristi za uporabu u motornim vozilima i drugim motorima. Oba postrojenja su trenutno na glasu da rade na više od 90% kapaciteta. 
Fulcrum BioEnergy inc. s bazom u Pleasantonu, CA, trenutno gradi postrojenje za otpadnu energiju u blizini Rena, NV. Postrojenje je planirano za otvaranje početkom 2010. pod imenom Sierra BioFuels postrojenje. BioEnergy inc. predviđa da će postrojenje proizvoditi otprilike 10,5 milijuna litara etanola godišnje od trenutno otprilike 90,000 tona po godini komunalnog otpada.(Biofuels News)
Tehnologije otpadne energije uključuju fermentaciju, što može koristiti biomasu i stvoriti etanol, koristeći otpad celuloznog ili organskog materijala. U procesu fermentacije, šećer u otpadu pretvoren je u ugljični dioksid i alkohol, na isti način kao što se to događa u procesu pravljenja vina. Općenito, fermentacija se odvija bez prisutstva zraka. 
Esterifikacija se također može postići tehnologijom otpadne energije, a kao rezultat dobije se biodizel. Isplativost esterifikacije ovisit će o sirovini koja se koristi, i svim ostalim relevantnim faktorima kao što su udaljenost transporta, količina ulja prisutna u sirovini, i ostalim stvarima.
Plinifikacija i piroliza sada mogu postići bruto učinkovitost toplinske pretvorbe u vrijedosti od 75%, međutim potpuno izgaranje je postignuto u uvjetima učinkovite pretvorbe goriva. Neki procesi pirolize trebaju vanjski izvor topline koji može isporuiti proces plinifikacije, što omogućava da kombinirani proces bude samoodrživ.

## Emisije ugljičnog dioksida
U termalnim tehnologijama otpadne energije, gotovo sav sadržaj ugljika iz otpada se emitira kao ugljični dioksid CO2 u atmosferu (kada uključimo i završno izgaranje proizvoda iz pirolize i uplinjavanja; osim pri proizvodnji bio-ugljena za gnjojivo). Komunalni kruti otpad sadrži otprilike isti maseni udio ugljika kao sami CO2 (27%), stoga obradom 1 metričke tone komunalnog otpada proizvede se otprilike 1 metrička tona plina CO2.
U trenutku kad je otpad odložen na odlagalište otpada, 1 metrička tona komunalnog otpada će proizvesti otprilike 62 m³ metana putem anaerobne razgradnje biorazgradivog dijela otpada. Ovaj iznos metana ima dvostruko viši potencijal za izazivanje globalnog zatopljenja nego što to ima 1 metrička tona plina CO2, koji bi bio proizveden izgaranjem. U nekim zemljama, velike količine odloženog otpadnog plina su prikupljene, potencijal izazivanja globalnog zatopljenja odloženog deponijskog plina u npr. SAD-u 1999. godine je bio otprilike 32% veći nego što bi bila količina CO2 koja bi bila emitirana izgaranjem.
Osim toga, gotovo sav biorazgradivi otpad je biomasa. Što, znači da je biološkog podrijetla. Ovaj materijal stvaraju postrojenja koja koriste atmosferski plin CO2 obično u roku od posljednje vegetacije. Ako se ove ove biljke ponovo presade CO2 koji se oslobađa njihovim izgaranjem bit će uzet iz atmosfere još jednom.
Takve okolnosti su glavni razlog zašto više zemalja upravlja otpadnom energijom biomase kao obnovljivog izvora energije. Ostatak - uglavnom plastike i ostala ulja i plinski izvedeni proizvodi - većinom se tretiraju kao Ne-obnovljivi izvori energije.

### Određivanje biomase
Nekoliko metoda je razvila europska radna skupinA CEN 343 kako bi se utvrdila biomasa otpadnog goriva, kao što su gorivo dobiveno od otpada/kruta obnovljena goriva. Početne dvije razvijene metode (CEN / TS 15440) bile su metoda ručnog sortiranja i selektivna metoda otapanja. Detaljna sustavna usporedba tih dviju metoda je nedavno objavljena. Budući da je svaka metoda patila od ograničenja u ispravno opisivanje biomase, razvijene su dvije alternativne metode.
Prva metoda koristi principe datiranja radioaktivnim ugljikom. Tehnički pregled (CEN / TR 15591:2007) ocrtava ugljik 14 metodu objavljenu 2007. godine. Tehnička norma metode ugljičnog dating (CEN / TS 15747:2008) objavit će se u 2008. U Sjedinjenim Američkim Državama, već postoji ekvivalent ugljik 14 metode pod standardnom metodom ASTM D6866.
Druga metoda (tzv. balans metoda) zapošljava postojeće podatke o sastavima materijala i radnim uvjetima u postrojenjima za spaljivanje otpad i izračunava najvjerojatniji rezultat temeljen na matematičko-statističkom modelu. Trenutna ravnotežna metoda je instalirana na tri austrijske spalionice. 
Usporedba između obje metode provodena je na tri sveobuhvatne spalionice u Švicarskoj i pokazalo se da obje metode dolaze do istih rezultata.
C-14 datiranje može odrediti s preciznošću otpadnu biomasu, a također i odrediti kaloričnu vrijednost biomase. Određivanje kalorične vrijednosti je važno za zelene programske certifikate poput Obnovljivog Obveznog Certifikat programa u Velikoj Britaniji. Ovi programi dodjele certifikata temelje se na proizvedenoj energiji od biomase. Nekoliko istraživačkih radova, uključujući i onaj kojeg je naručila Udruga za obnovljive izvore energije u Velikoj Britaniji, objavio je da su pokazali kako se rezultati ugljika 14 mogu koristiti za izračunavanje kalorične vrijednosti biomase. Tržišna tijelo, uprava za plin i struju Velike Britanije, Ofgem, objavio je izjavu u 2011 prihvaćajući korištenje Ugljika 14 kao načina da se odredi sadržaj energije otpadne sirovine biomase pod njihovom upravom iz Obveza obnovljivih izvora. Njihova upitnik za Mjerenje i Uzorkovanje goriva opisuje informacije koje traže prilikom razmatranja takvih prijedloga.

## Primjeri postrojenja za dobivanje energije od otpada
Prema Međunardnoj udruzi za kruti otpad ISWA postoji 431 spalionica otpada u Europi (2005) i 89 u Sjedinjenim Državama (2004). Evo nekoliko primjera takvih postrojenja.
Postrojenja za dobivanje energije spaljivanjem otpada
- Montgomery County Resource Recovery Facility u Dickersonu, Maryland, USA (1995)
- Spittelau (1971), i Flötzersteig (1963), Beč, Austrija (Wien Energie)
- SYSAV u Malmö (2003 i 2008), Švedska (Flash presentation  Arhivirana inačica izvorne stranice od 6. ožujka 2012. (Wayback Machine))
- Algonquin Power, Brampton, Ontario, Canada[21]
- Teesside EfW postrojenje blizu Middlesbrough, Sjeveroistočna Engleska (1998)
- Spalionica Edmonton u Londonu, Engleska (1974)
- Burnaby Waste-to-Energy postrojenje, Metro Vancouver, Kanada (1988).

Postrojenja za proizvodnju tekućeg goriva (planirano ili u izgradnji)
- Edmonton postrojenje za proizvodnju etanola od otpada, Enerkem-proces, potaknut gorivom dobivenim od otpada, predviđen završetak za 2012, Edmonton, Alberta, Kanada.[22]
- Mississippi postrojenje za proizvodnju etanola iz otpada, Enerkem-proces, predviđen za završetak 2013, Pontotoc Mississippi, USA.[23]

Plazma Plinofikacija postrojenja na energiju iz otpada
- Američko ratno zrakoplovstvo posjeduje postrojenje za dobivanje energije iz prenosivog plazma otpada koje korisiti PyroGenesis tehnologiju i smješteno je u Hurlburt polju, na Floridi.[24]

Osim velikih postrojenja, domaće spalionice za otpadnu energiju također postoje. Na primjer, Refuge de Sarenne ima domaća postrojenja za energiju dobivenu od otpada. To je postignuto kombiniranjem plinskog kotla na drvo sa Stirlingovim motorom.